# ناپکور
ناپکور (به مجاری:  Napkor) یک منطقهٔ مسکونی در مجارستان است که در ناحیه نیردی‌هازا واقع شده‌است. ناپکور ۳۷٫۳۵ کیلومتر مربع مساحت و ۳٬۶۶۴ نفر جمعیت دارد.